# روضةالشحوح
 روضه  (در عربی:  الرُوضةَ )، 
«روضة الشحوح» نیز گویند. روستایی از توابع شهرستان خصب در شبه‌جزیره و استان مسندم در کشور پادشاهی عمان است. این روستا در کرانهٔ دریای عمان واقع شده‌است. روستا در روی تپه ی ودرپایهٔ زنجیره کوه حجر در منطقه رؤوس الجبال مسندم قراردارد، به‌طوری‌که از ناحیه مشرق بادریا ملاصق است و از ناحیه مغرب رؤوس الجبال مانند قوسی بر فراز «الرُوضَة» واقع شده‌است.

## چشمه آب شیرین وکشاورزی
در این روستا تعداد چشمهٔ آب شیرین وجود دارد، لذا از لحاظ کشاورزی روستایی نصبتاً بارونقی است، باغ‌های مرکبات ونخل خرما در روستا فراوان است. ومنتوجات مختلف کشاورزی مانند: انار، پرتقال، نارنگی، لیمو ترش، لیمو شیرین، نارنج، باضافه خربزه، خیار، هندوانه،   همبا ، نخل خرما، گوآوا، لوز، بادام، پاپای، موز، خیار و دیگر درخت‌های صیفی وشتوی می‌کارند، همچنین در مواسم باران جو و گندم و عدس نیز می‌کارند.

## جمعیت
جمعیت آن ۹۸ نفر (17 خانوار) است که از اهل سنت و مالکی مذهب هستند.